# Hambourg-Harbourg
Hambourg-Harbourg (Hamburg-Harburg) est un quartier de Hambourg situé au sein de l'arrondissement homonyme.

## Population
Le quartier comptait 26 098 habitants le 1er janvier 2017 selon le registre des déclarations domiciliaires soit 6 692 hab./km2.

## Histoire
| Appartenances historiques Duché de Brunswick-Lunebourg 1235-1269 Principauté de Lunebourg 1269-1705 Électorat de Brunswick-Lunebourg 1705-1807 Royaume de Westphalie 1807-1811 Empire français (Bouches-de-l'Elbe) 1811-1814 Royaume de Hanovre 1814-1866 Royaume de Prusse (Province de Hanovre) 1866-1918 République de Weimar 1918-1933 Reich allemand 1933-1945 Allemagne occupée 1945-1949 Allemagne 1949-présent |